# Ubertino Landi
Ubertino (Albertino) Landi (v. 1220 – v. 1298 à Montarsiccio) est un condottiere italien qui fut podestat et gouverneur de la république de Sienne et seigneur de Plaisance.

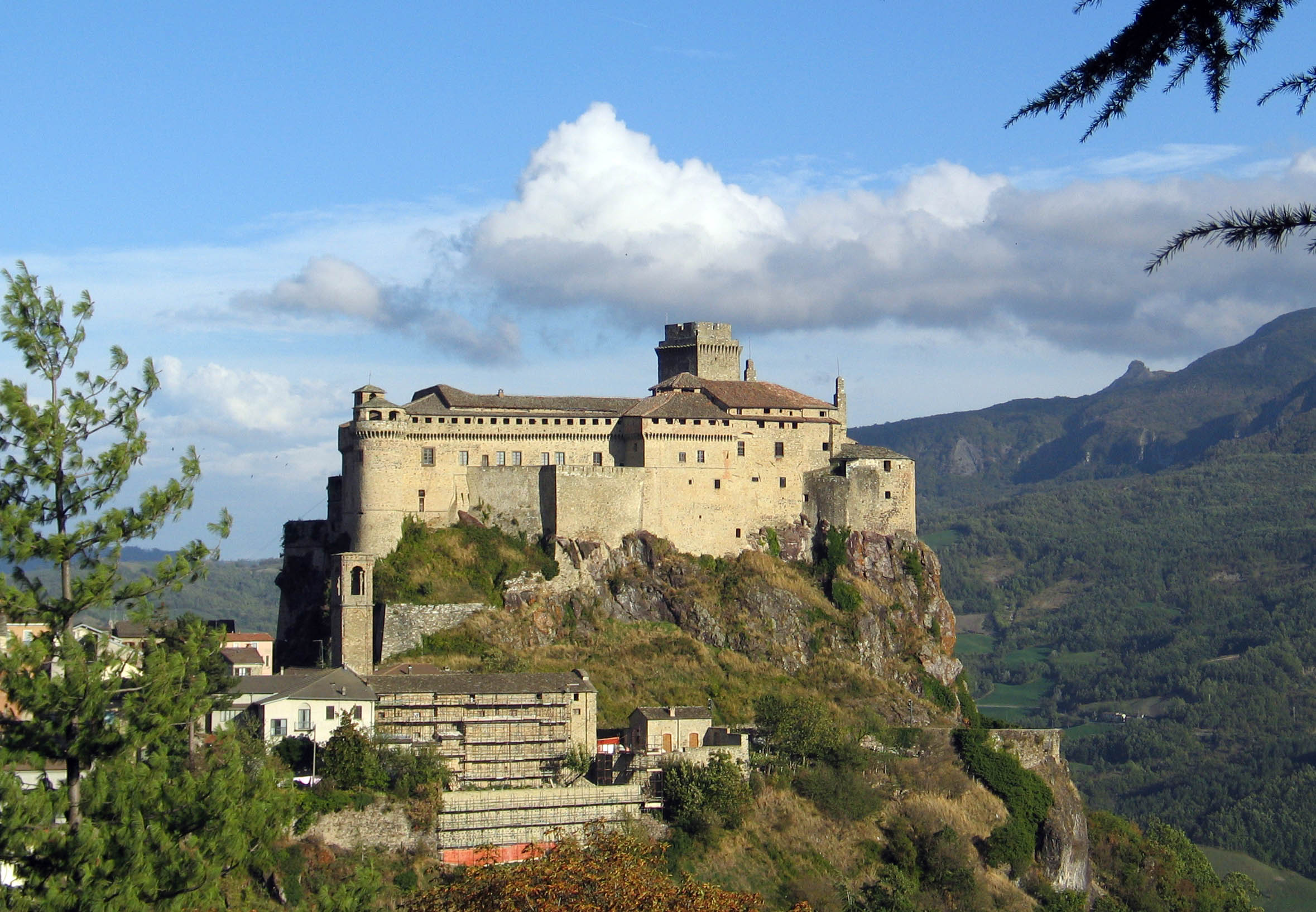
Château des Landi à Bardi

## Biographie
Ubertino Landi est l'un des représentants les plus illustres de la famille Landi . Il est le fils de Giannone et Mabilia dei Landi, lui-même fils de Guglielmo, Ie fondateur de la famille Landi. Il fut podestat et gouverneur de la république de Sienne en 1250 et acheta plus tard des terres et des châteaux dans le Val di Taro et la Valle del Ceno qui avaient appartenu aux Malaspina.
Il fut seigneur de nombreux fiefs : du Val di Taro et de Borgo Val di Taro dont il était marquis, Bardi et Compiano, Bedonia, Montarsiccio, Gravago, Valdena, Borgallo, Pietra Caravina, Tizano, Pietra Piana, Montereggio, Casaleggio, Castel d'Azzone, Ville del Ceno, Castello del Poggio, il Seno, Caselle del Po, Roncarolo, le Buonissime, Chiavenna, Rivalta, Veiano, Montezago, Viserano, Monzolano, Settimo, Rivergaro, Guardamiglio, la Contessa, Valera, San Pietro in Cerro, Pulignano, Arsura, Caorso, Sparviera, Turvigo, Sannazaro, Ancorano, Cagnano, Ponticelli, Fontana Landa, Romagnese, Ruino, Trebecco, Zavattarello, Montesaglio, Monteverde, Lazzarello, Monte Acuto de Rossi et autres.
Lieutenant du marquis Oberto Palavicino, il contrôle Plaisance en 1253 à la suite de l'appel au secours lancé par les gibelins inquiétés. Il en profite pour augmenter considérablement sa richesse et ses domaines agricoles. Banni en 1257, il revient en 1260 et exerce un pouvoir sans partage pendant sept ans. Il est investi en 1263 par l'évêque de Bobbio et reçoit les fiefs de Romagnese, Ruino, Valverde, Zavattarello ainsi que d'autres à Val Tidone . En 1268, il est investi par Corradino di Svevia, pour lequel il œuvrait, du comté de Venafro et d'autres fiefs de Molise.
Après la bataille de Bénévent de 1266, les guelfes triomphent et il doit s'exiler une dizaine d'années. Ses deux fils sont capturés à la fin de la bataille et doivent payer une forte rançon qui est récoltée par leur père. Celui-ci repart rapidement au combat. Il rejoint Conradin qui le récompense généreusement et participe à ses dépens à la bataille de Tagliocozzo qui scelle le sort des gibelins en Italie.
Devant renoncer à la seigneurie de Plaisance, dès 1268, il constitue une condotta de 100 cavaliers étrangers, de 1 000 fantassins allemands, associés à la milice de Pavie. De nombreux soldats sans emploi étant disponibles à la suite de la défaite des troupes de Manfred, Ubertino paie les soldes pour engager des mercenaires. Replié autour de la forteresse de Bardi en réseau avec d'autres châteaux forts, il élabore une seigneurie bien protégée par son armée privée.
Il décède en 1298 à Montarsiccio, aujourd'hui un hameau de Bedonia à proximité de Parme et est enterré à l'intérieur de l'église locale de San Martino Vescovo. Sa tombe resurgit en 1927 à l'occasion de quelques travaux d'agrandissement effectués dans le chœur de l'église : la pierre tombale fut relevée, on y retrouva le squelette d'Ubertino, caractérisé par une ceinture de 5 cm de largeur qui entourait les côtés avec, au côté gauche, une épée à double tranchant avec une précieuse poignée en os incrusté et des boutons en métal.

## Descendance
Ubertino a épousé Isabella Lancia, fille du comte Galvano de Fondi et cousine du roi Manfred de Sicile, dont il a eu deux enfants : 
- Galvano (? -1297), qui a épousé Marsignina Scotti en 1280
- Corrado

Il a épousé en secondes noces Adelasia Sannazzaro di Pavia.

## Remarques
1. ↑  La Famiglia Landi
2. ↑  Tettoni, Salandini Landi di Piacenza.
3. 1 2 3  Sophie Cassagnes-Brouquet, Bernard Doumerc, Les Condottières, Capitaines, princes et mécènes en Italie, XIIIe – XVIe siècle, Paris, Ellipses, 2011, 551 p. (ISBN 978-2-7298-6345-6), (page 113)
4. ↑  www.valgotrabaganza.it